# Поузар, Ярослав
Ярослав Поузар (чеш. Jaroslav Pouzar; род. 23 января 1952, Čakov) — чешский хоккеист, нападающий. Серебряный призёр Олимпийских игр 1976 года. Чемпион мира 1976 и 1977 годов. Обладатель кубка Стэнли 1984, 1985 и 1987 годов.

## Биография
Начал свою хоккейную карьеру в 18 лет, дебютировав в чемпионате Чехословакии за «Ческе-Будеёвице», за который выступал на протяжении 12 лет подряд. В 1981 году стал серебряным призёром чехословацкой лиги, а через год уехал в НХЛ, провёл 4 сезона в клубе «Эдмонтон Ойлерз». Одноклубниками Поузара были такие звёзды мирового хоккея, как Уэйн Гретцки, Марк Мессье и Яри Курри. За годы, проведённые в «Эдмонтоне» трижды выигрывал Кубок Стэнли и один раз выходил в финал. Является первым чешским хоккеистом, ставшим обладателем Кубка Стэнли. В 1987 году вернулся в Европу. Играл в Германии за «Розенхайм», в 1989 году стал чемпионом Германии. Завершил игровую карьеру в 1991 году.
С 1972 по 1982 год играл за сборную Чехословакии. В составе сборной два раза выигрывал золотые медали чемпионатов мира, трижды был серебряным и один раз бронзовым призёром чемпионатов мира. В 1976 году на зимних Олимпийских играх в Инсбруке завоевал серебряную медаль.
После окончания игровой карьеры был тренером, президентом и спортивным директором клуба «Ческе-Будеёвице».
17 апреля 2009 года был принят в Зал славы чешского хоккея.
Построил хоккейный центр, в 2016 году основал команду ХК «Ческо-Будеёвицкие Львы», в которой играют молодые хоккеисты из малообеспеченных семей.

## Достижения
- Чемпион мира 1976 и 1977
- Серебряный призёр Олимпийских игр 1976
- Серебряный призёр чемпионатов мира 1978, 1979 и 1982
- Бронзовый призёр чемпионата мира 1981
- Обладатель Кубка Стэнли 1984, 1985 и 1987
- Финалист Кубка Канады 1976
- Чемпион Германии 1989
- Серебряный призёр чемпионата Европы среди юниоров 1970
- Бронзовый призёр чемпионата Европы среди юниоров 1971
- Серебряный призёр чемпионата Чехословакии 1981
- Лучший снайпер чемпионата Чехословакии 1978 (42 шайбы)

## Статистика
- Чемпионат Чехословакии — 453 игры, 278 шайб
- Сборная Чехословакии — 189 игр, 73 шайбы
- НХЛ — 215 игр, 92 очка (40 шайб + 52 передачи)
- Чемпионат Германии — 218 игр, 296 очков (114+182)
- Вторая немецкая лига — 51 игра, 97 очков (35+62)
- Всего за карьеру — 1126 игр, 540 шайб

## Семья
Ярослав Поузар женат, у него двое детей: сын и дочь. Его зять, бывший чешский хоккеист Любош Роб (род.05.08.1970 г), известный по выступлениям за «Ческе-Будеёвице». Внук Любош Роб-младший (род. 18.04.1995 г) — нападающий клуба чешской первой лиги «Всетин».